# Carmen de synodo Ticinensi
Het Carmen de synodo Ticinensi ("Lied van de synode van Ticinum") is een gedicht van negentien stanza's van elk vijf lijnen in jambische trimeter. Kort na de Synode van Pavia (Ticinum) in 698, werd het Carmen neergeschreven in een cursieve hand op enkele blanco pagina's in een kopie van de handelingen van het Concilie van Chalcedon. Dezelfde hand voegde het ook toe aan een ander manuscript. Het vermeldt dat de verzamelde geestelijken maakten in grote mate gebruik van antieke teksten, misschien zelfs het manuscript waarin dit gedicht werd geschreven. Het is de voornaamste contemporaine bron over deze synode, hetwelke een einde maakte aan het Schisma van de Drie Hoofdstukken in Italië.
Het gedicht wordt toegeschreven aan een zekere Stefanus m., ofwel een leraar (magister) ofwel een monnik (monachus), die schreef in opdracht van koning Cunincpert, die het concilie had bijeengeroepen en die wordt geprezen in het gedicht voor het herbouwen van Modena. Hij schrijft ook aan koning Aripert I de afschaffing van de "ketterij van de Arianen" toe.

## Referentie
- Dit artikel of een eerdere versie ervan is een (gedeeltelijke) vertaling van het artikel Carmen_de_synodo_ticinensi op de Engelstalige Wikipedia, dat onder de licentie Creative Commons Naamsvermelding/Gelijk delen valt. Zie de bewerkingsgeschiedenis aldaar.